# Xeropigo smedigari
Xeropigo smedigari là một loài nhện trong họ Corinnidae.
Loài này thuộc chi Xeropigo. Xeropigo smedigari được Lodovico di Caporiacco miêu tả năm 1955.